# Bao Jia Ping
Bao Jia Ping foi um futebolista chinês que participou dos Jogos Olímpicos de Verão de 1936,em Berlim,na primeira vez em que a Seleção Chinesa de Futebol participou do torneio de futebol dos Jogos Olímpicos.